# Trichostachys hedriocephala
Trichostachys hedriocephala là một loài thực vật có hoa trong họ Thiến thảo. Loài này được Bremek. miêu tả khoa học đầu tiên năm 1956.